# Jip i Janneke

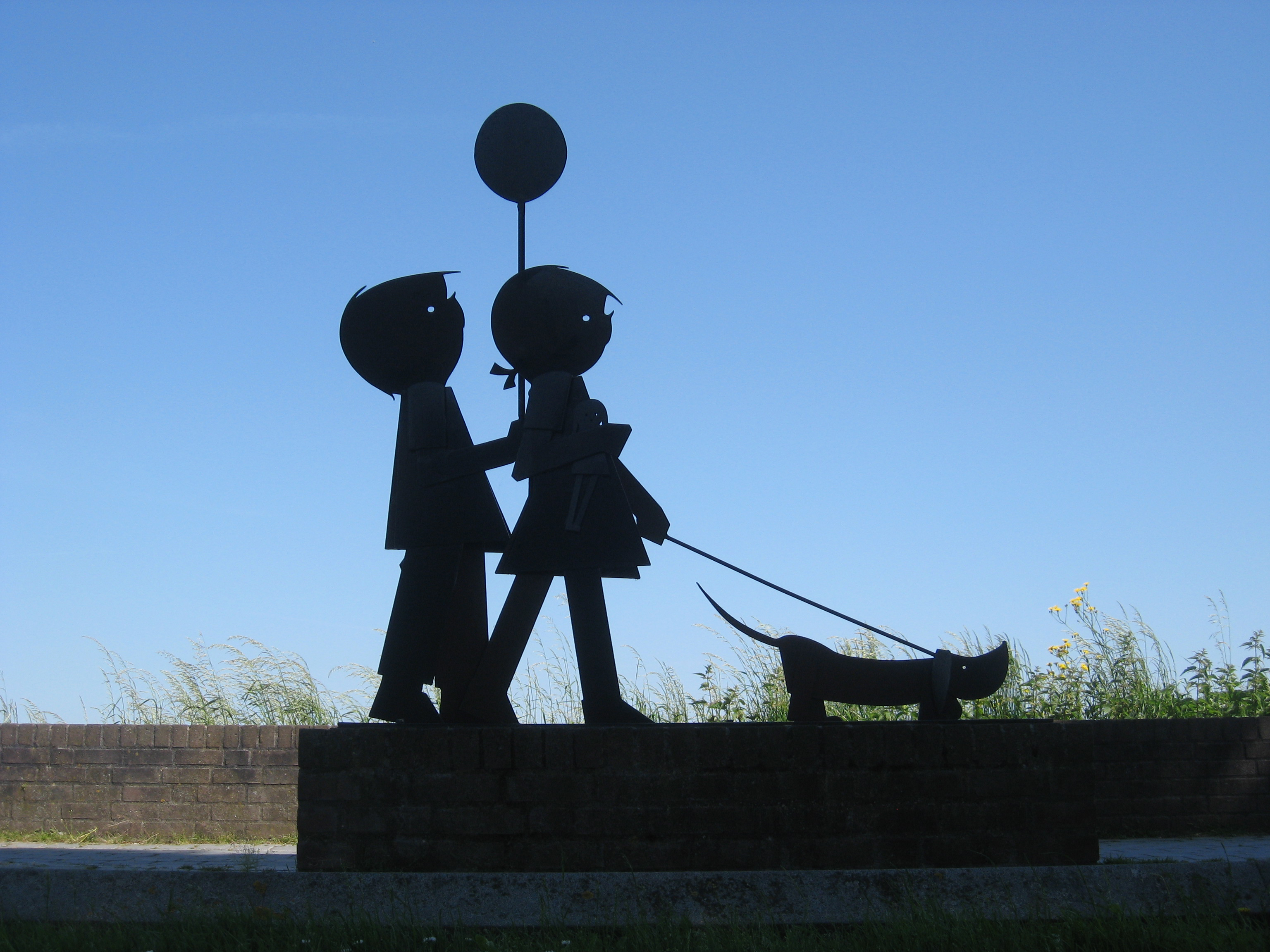
Estàtua de Jip i Janneke en Zaltbommel, Netherlands.

Jip i Janneke (neerlandès: Jip en Janneke) és una sèrie de llibres infantils dels Països Baixos, escrit per Annie M.G. Schmidt i il·lustrat per Fiep Westendorp. La sèrie és coneguda per la seva simplicitat i enginy.
La sèrie va parèixer al diari d'Amsterdam Het Parool. Entre el 13 de setembre de 1952 i el 7 de setembre de 1957 s'hi publicava un episodi setmanal de només de 250 paraules. Cada episodi és una història independent. Les històries foren més tard recollides en llibres.
La sèrie ha estat traduïda a diferents llengües, incloent el llatí (traduït Jippus et Jannica) i Xinès (traduït Yǐyǐhéyāyā, en xinès simplificat: 乙乙和丫丫). Tres versions angleses han estat publicades. Mick and Mandy, una adaptació amb les il·lustracions originals, i Bob and Jilly, traduccions amb noves il·lustracions, ja no són impreses. L'any 2008 l'editorial neerlandès, Querido en va publicar una traducció nova deDavid Colmer del primer llibre de la sèrie, amb les il·lustracions originals, titulada Jip and Janneke.
La sèrie ha esdevingut una icona popular d'infantesa i ha inspirat una gran quantitat d'articles de marxandatge. Un del més coneguts d'aquests és el vi Jip i Janneke, una llimonada carbonatada no alcohòlica utilitzada a les festes infantils i per les celebracions de cap d'any.
En aquests darrers anys, Jip i Janneke ha esdevingut part d'una expressió per designar un llenguatge senzill: «llengua Jip i Janneke» (neerlandès: jip-en-janneketaal) amb el significat de llengua senzilla o llenguatge planer. És més sovint utilitzat en un context de política, quan els polítics pensen que necessiten expressar les seves idees en llengua «Jip i Janneke» perquè les persones entenguin de què estan parlant.